# Kilian Brandstätter
Kilian Brandstätter (* 27. August 1991 in Wien) ist ein österreichischer Politiker der Sozialdemokratischen Partei Österreichs (SPÖ). Er ist seit Juli 2015 Abgeordneter zum Burgenländischen Landtag. Ab September 2020 war er Vizebürgermeister von Gols,  wo er seit Jänner 2022 Bürgermeister ist.

## Leben
Kilian Brandstätter wuchs in Gols im Bezirk Neusiedl am See auf, wo er die Volksschule und die Sporthauptschule besuchte. Nach der Matura im Jahr 2010 an der Handelsakademie in Frauenkirchen absolvierte er den Präsenzdienst in der Heerestruppenschule in Bruckneudorf. Von 2010 bis 2015 war er burgenländischer Landesvorsitzender der Sozialistischen Jugend (SJ). Seit 2012 ist er Jugendgemeinderat der Gemeinde Gols. Im Oktober 2019 wurde er zum SPÖ-Ortsparteivorsitzenden von Gols gewählt.
Am 9. Juli 2015 wurde er in der XXI. Gesetzgebungsperiode als Abgeordneter zum Burgenländischen Landtag angelobt, wo er als SPÖ-Bereichssprecher für Jugend fungiert und Mitglied im Umweltausschuss ist.
Im Februar 2019 wurde er als Nachfolger von Hans Niessl gemeinsam mit Maximilian Köllner zum SPÖ-Vorsitzenden im Bezirk Neusiedl am See gewählt, im Februar 2023 wurden Brandstätter und Köllner in dieser Funktion bestätigt.
In der Sitzung des Gemeinderates am 28. September 2020 wurde er zum Vizebürgermeister von Gols gewählt. Er folgte in dieser Funktion Hans Hackstock nach. Am 19. Jänner 2022 wurde er als Nachfolger von Johann Schrammel zum Bürgermeister gewählt. Im Oktober 2022 wurde er bei der Bürgermeisterwahl als Bürgermeister bestätigt.